# Daniel Puchalski
Daniel Puchalski (ur. 12 października 1972 w Bystrzycy Kłodzkiej) – polski koszykarz występujący na pozycjach skrzydłowego oraz środkowego, po zakończeniu kariery zawodniczej trener koszykarski grup młodzieżowych i seniorów. 
W 2000 roku zagrał epizod w filmie 6 dni strusia, jako koszykarz zespołu Azbestów Pomorze.
W 2001 roku wziął udział w programie telewizyjnym typu reality show – Ekspedycja, którego został zwycięzcą. W nagrodę otrzymał samochód Subaru Forester GL, o wartości wówczas – 120 tysięcy złotych.
Od 2004 roku ratownik Tatrzańskiego Ochotniczego Pogotowia Ratunkowego.
Jest też instruktorem narciarstwa zjazdowego i biegowego PZN, narciarstwa wysokogórskiego oraz wspinaczki skalnej.

## Osiągnięcia

### Zawodnicze
Drużynowe
- Brązowy medalista mistrzostw Polski (1996)
- Finalista Pucharu Polski (1997)
- Uczestnik rozgrywek Pucharu Koracia (1991/92, 1996/97)

Indywidualne
- Uczestnik meczu gwiazd PLK (1995)[3]
- Rekordy życiowe PLK w:
  - zdobytych punktach – 35 (Górnik Wałbrzych – Lech Poznań)
  - zebranych piłkach – 22 (Zagłębie Sosnowiec – Nobiles Włocławek)

### Trenerskie
- Srebrny medal Energa Cup 2013 (mistrzostwa Polski szkół podstawowych)[4]
- Finały MMP U14, U15, U16, U18 Niedźwiadki Przemyśl
- Srebrny medal MMP U-16 M (2016 – Radom)
- Reprezentacja Polski mistrzostw Europy U–16 Dyw A (2016 – Radom – 15. miejsce)
- Złoty medal MMP U18 (2018)
- Awans do II ligi PZKosz (2018)